# جیهان فاضل

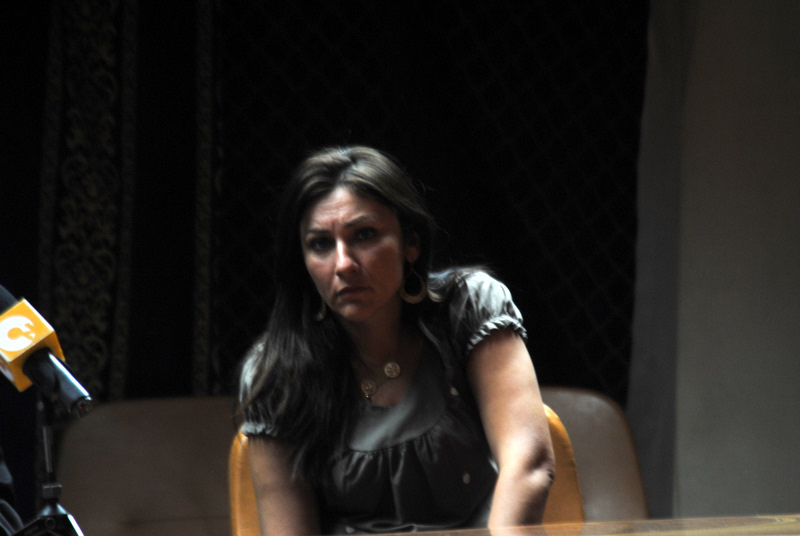

جیهان فاضل (۱۱ مارس ۱۹۷۳)، بازیگر مصری است. پدر او معمار و مادرش استاد دانشگاه است. خیری بیشارا او را در حالی که هنوز در دانشگاه بود کشف و از او در فیلم خود " بستنی در گلیم " استفاده کرد. جیهان فاضل همسر طراح مد عمرو حمدی بود و صاحب سه پسر به نام‌های ادهم، زیاد و علیا شدند همسر جیهان در جوانی درگذشت. او در حال حاضر در کالگری، کانادا زندگی می‌کند